# デイズ・ライク・ディス
『デイズ・ライク・ディス』（Days Like This）は、北アイルランドのミュージシャン、ヴァン・モリソンが1995年に発表した23作目のスタジオ・アルバム。

## 背景
ライヴ・アルバム『ナイト・イン・サンフランシスコ』（1994年）に引き続き、モリソンの娘シャナ・モリソンが参加した。モリソンは2009年のインタビューにおいて、本作収録曲「エンシェント・ハイウェイ」の歌詞のテーマを「原型的な逃亡者の歌」「何年も前の古いテレビ番組『逃亡者』と、まるっきり同じではないけど、ある意味では近い」と説明している。

## 反響
全英アルバムチャートでは5位に達し、自身6作目の全英トップ10アルバムとなった。全英シングルチャートでは「デイズ・ライク・ディス」が65位、「ノー・レリジョン」が54位を記録した。
ノルウェーのアルバム・チャートでは14週連続でトップ40入りし、最高7位を記録して、自身3度目のトップ10入りを果たした。アメリカのBillboard 200では33位に達し、自身8作目の全米トップ40アルバムとなった。

## 評価・影響
イギリスでは本作がマーキュリー賞にノミネートされた。
Stephen Thomas Erlewineはオールミュージックにおいて5点満点中2点を付け、収録曲「ソングライター」を「恐らく皮肉のつもりなのだろうが、決まり文句の羅列で、この曲は期せずして、ヴァン・モリソンが形だけで作った作品だという『デイズ・ライク・ディス』の真の問題を露呈している」と批判した。また、1995年7月17日付の『ピープル』誌のレビューでは「気楽にやるのは構わないが、"I'll Never Be Free"や"Songwriter"といった一部の曲は、急いで録音されたかのように、殆どぞんざいな響きだ」「彼は今回、もう少しの間スタジオで苦闘すべきだったと思わざるを得ない」と評された。
タイトル曲は、北アイルランド紛争の停戦を訴えたテレビ広告でテーマ曲として使用された。Chad ChildersはUltimate Classic Rockの企画「ヴァン・モリソンの曲ベスト10」において「デイズ・ライク・ディス」を8位に挙げ「ヴァン・モリソン史における実に重要な曲」「このボーカリストは、キャリア30周年近くに突入してもなおヒットを生み出す潜在力があることを、この曲で示した」と評している。

## 収録曲
特記なき楽曲はヴァン・モリソン作。
1. パーフェクト・フィット - "Perfect Fit" – 4:36
2. ロシアン・ルーレット - "Russian Roulette" – 4:00
3. レインチェック - "Raincheck" – 5:54
4. ユー・ドント・ノー・ミー - "You Don't Know Me" (Cindy Walker, Eddy Arnold) – 4:35
5. ノー・レリジョン - "No Religion" – 5:17
6. アンダーライング・ディプレッション - "Underlying Depression" – 4:38
7. ソングライター - "Songwriter" – 2:51
8. デイズ・ライク・ディス - "Days Like This" – 3:17
9. アイル・ネヴァー・ビー・フリー - "I'll Never Be Free" (Bennie Benjamin, George David Weiss) – 3:41
10. メランコウリア - "Melancholia" – 3:58
11. エンシェント・ハイウェイ - "Ancient Highway" – 8:55
12. イン・ジ・アフタヌーン - "In the Afternoon" – 6:23

## 参加ミュージシャン
- ヴァン・モリソン - ボーカル、エレクトリック・ギター、アコースティック・ギター、ハーモニカ、アルト・サクソフォーン、ハモンドオルガン
- シャナ・モリソン（英語版） - ボーカル(on #4, #9)、バッキング・ボーカル(on #3, #10)
- ロニー・ジョンソン - エレクトリック・ギター(on #1, #2, #5, #6, #7, #8, #10, #11, #12)
- フォギー・ライトル - エレクトリック・ギター(on #3, #4, #9)
- ジェイムス・ハンツマン - エレクトリック・ギター(on #12)、バッキング・ボーカル(on #10)
- アーティ・マクグリン - アコースティック・ギター(on #3)
- ティーナ・ライル - リコーダー(on #1, #11)、コンガ(on #2)、ピアノ(on #5, #6, #8, #12)、ヴィブラフォン(on #10)、バッキング・ボーカル(on #1, #2, #5, #6, #8, #10)
- フィル・コウルター - ピアノ(on #3, #4, #9)
- ジョン・サヴァンナ - ハモンドオルガン(on #5)
- ニッキー・スコット - ベース(all songs)
- ジェフ・ダン - ドラムス(on #1, #2, #5, #6, #7, #8, #10, #11, #12)、タンブリン(#5)
- リアム・ブラッドリー - ドラムス(on #3, #4)
- ノエル・エックルス - ドラムス(on #9)
- ケイト・セント・ジョン - アルト・サクソフォーン(on #1, #2, #5, #7, #8, #10)、テナー・サクソフォーン(on #3, #4)、オーボエ(on #11)
- レオ・グリーン - テナー・サクソフォーン(all songs)
- ピー・ウィー・エリス - テナー・サクソフォーン(on #1, #2, #4, #5, #7, #8, #9, #10, #12)、ホーン・アレンジ
- マシュー・ホランド - トランペット(on #1, #4, #5, #6, #7, #8, #9, #12)、フリューゲルホルン(on #2, #10)
- ジェイムス・マクミラン - トランペット(on #11)、ホーン・アレンジ
- ブライアン・ケネディ - バッキング・ボーカル(on #1, #2, #3, #4, #5, #7, #8, #10, #11, #12)